# Tiger Heli

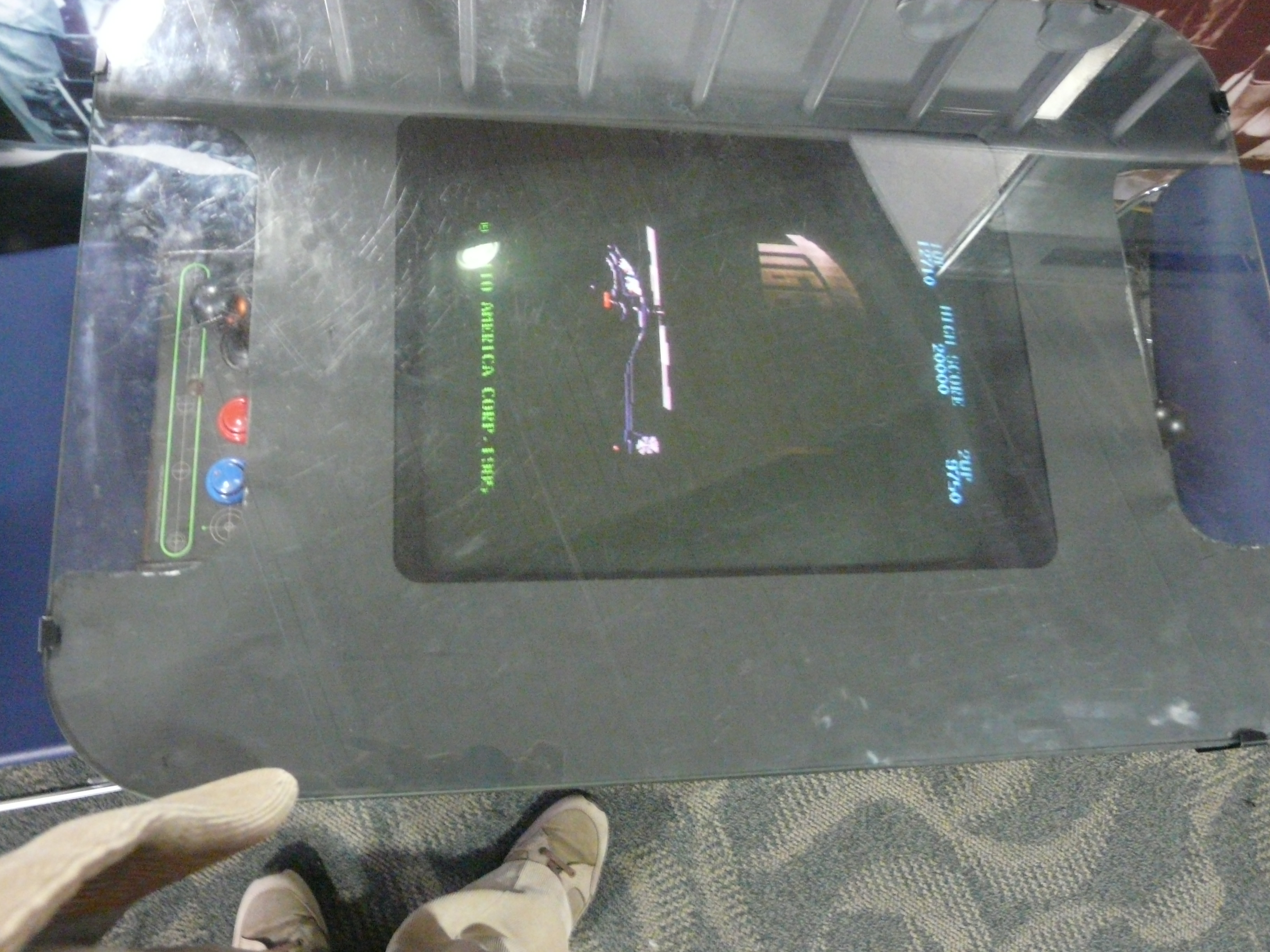
Tiger-Heli arcade machine

Tiger Heli foi um dos primeiros jogos desenvolvidos por Toaplan (a extinta empresa desenvolvedora de jogos arcade japonês) e publicado pela Taito Corporation em 1985. É um predecessor do jogo Twin Cobra. O jogador controla um helicóptero chamado Tiger Heli atirando em vários inimigos ao longo do caminho. Foi publicado pela Acclaim Entertainment na América do Norte, onde vendeu um milhão de cópias.

## Jogabilidade
O jogo é um shooter de rolagem vertical, onde o jogador controla um helicóptero, atirando em hordas de inimigos que incluem tanques, navios de guerra e artilharia. É interessante notar que, com exceção de alguns aviões decolando, não há inimigos voando em todo o jogo. A principal arma do jogador é um suprimento ilimitado de mísseis que ao percorrer uma distância máxima de altura da metade da tela. O jogador também tem duas bombas que destroem todos os objetos dentro de um raio circular grande.
Há um total de quatro etapas, que começam e terminam com um heliporto. Após a conclusão da última etapa, o jogo será reiniciado no modo mais difícil a partir do estágio 2. A maioria das áreas do jogo contêm objetos desnecessários para destruir e ganhar pontos extras, tais como tambores de óleo e casas. Esta característica foi atípica para shoot 'em ups da época.

## Conversões
O jogo recebeu uma conversão para o NES pela Micronics e distribuída nos Estados Unidos pela Acclaim e no Japão pela Pony Inc..
Uma versão emulada foi incluída em Toaplan Shooting Battle 1 para Playstation[carece de fontes?].